# Baru Jaya
Baru Jaya is een bestuurslaag in het regentschap Musi Banyuasin van de provincie Zuid-Sumatra, Indonesië. Baru Jaya telt 766 inwoners (volkstelling 2010).